# Sanatroces I de Pàrtia
|  | Per a altres significats, vegeu «Sanatrokes». |

Sanatroces I o Sinatruces o Sintricus o Sinatrocles va ser rei arsàcida de Pàrtia des de circa l'any 77 aC fins al 69 aC.
Era el fill petit del rei Artàban II de Pàrtia i germà del rei Fraates II. No va participar en la guerra civil que hi va haver al final del regnat de Mitridates II, perquè vivia retirat entre les tribus escites, prop del mar d'Aral.
Sanatroces va ser elegit rei pel Vazurgan ('Consell d'Ancians') que buscaven un arsàcida legítim, quan ja tenia uns 80 anys. Va rebre ajut de les tribus escites i va derrotar a Orodes I. Tenia associat al govern al seu fill Fraates III. Va ser rei des del 77 aC i va restablir l'ordre als seus estats. Un any abans de la seva mort, va declinar una oferta d'aliança del rei del Pont Mitridates VI contra els romans. A la seva mort, cap a l'any 70 aC o 69 aC, en el temps que Tigranes II d'Armènia lluitava contra Luci Licini Lucul·le el seu fill Fraates III va ser rei.
Sanatroces s'identifica amb un «Mnascires, rei dels Parts», que segons Llucià de Samosata «va viure no menys de noranta-sis anys».